# Dethick, Lea and Holloway
Dethick, Lea and Holloway est une paroisse civile du Derbyshire, en Angleterre.